# Rejon sławogradzki
Rejon sławogradzki (daw. propojski, biał. Слаўгарадзкі раён) – rejon we wschodniej Białorusi, w obwodzie mohylewskim. Leży na terenie dawnego powiatu starobychowskiego.

## Historia
Za I Rzeczypospolitej część województwa mścisławskiego mocno dotknięta wojną polsko - rosyjską lat 1654-1667.
Na terenia rejonu odbyła się ważna bitwa Wielkiej Wojny północnej - Bitwa pod Leśną.
W sierpniu 1772 roku, jako wynik I rozbioru Polski włączona w granice Carstwa Rosyjskiego.

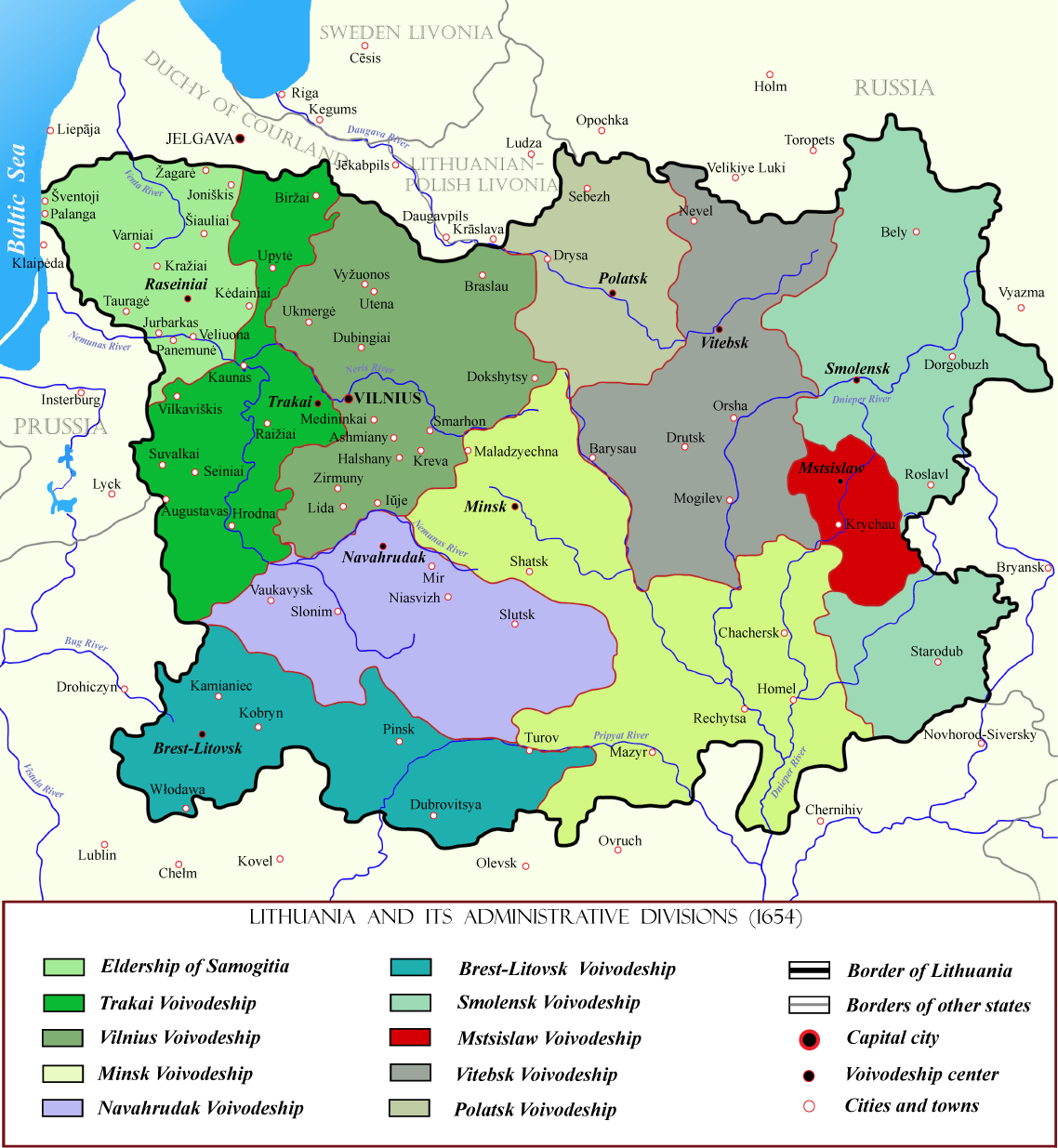
umiejscowienie woj. mścisławskiego w wieku XVII
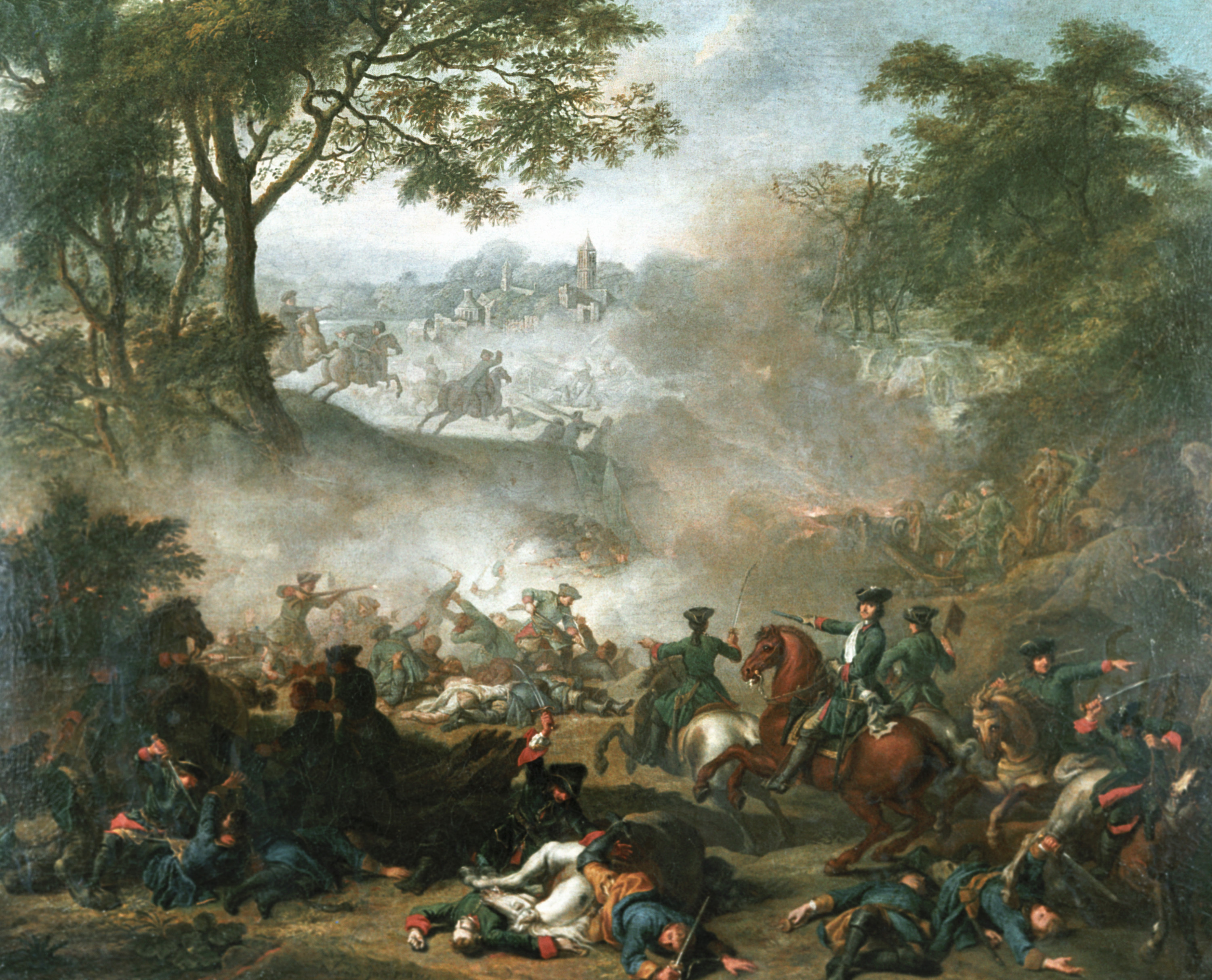
Bitwa pod Leśną - obraz